# Matua
Matua is een geslacht van spinnen uit de familie bodemjachtspinnen (Gnaphosidae).

## Soorten
De volgende soorten zijn bij het geslacht ingedeeld:
- Matua festiva Forster, 1979
- Matua valida Forster, 1979